# Galerie Ľudovíta Fully
Galerie Ľudovíta Fully (slovensky Galéria Ľudovíta Fullu v Ružomberku je galerie moderního umění a součást Slovenské národní galerie. Prezentuje zejména výtvarná díla, která Slovenské národní galerii daroval Ľudovít Fulla.

## Architektura budovy
Stala se první galerií, která byla postavena na Slovensku po roce 1945. Martin Kusý vypracoval v roce 1964 studii, kterou dva roky na to dovedl do prováděcího projektu Š. Hatala. Realizace stavby byla uskutečněna v roce 1969. Galerii tvoří dva na sobě ležící asymetricky uspořádané hranoly. Horní je umístěn kolmo na dolní a jeho výrazný patnáctimetrový přesah tvoří signifikantní charakter budovy. V horní části se nachází výstavní prostory, do dolní části byl umístěn vstup, administrativa a dva byty. Jeden byt byl pro umělce, který měl tvar atriového bydlení. Druhý byt byl správce s návaznosti na provoz galerie. V současnosti je umělcův byt využíván na ubytování zahraničních umělců a byt správce na administrativní účely. Průčelí je členěno úzkým horizontálním pásem oken. Čelní stěnu zdobí umělecké mozaiky. Na fasádách je použit kombinovaný povrch z tmavého mramoru, břízolitem a bílými hliníkovými lamelami. Konstrukce je ocelová rámová. Strohé geometrické formy vnější architektury pravdivě vyjadřují lineární návaznost vnitřních prostor.